# Halmstads kyrka
För kyrkor i staden Halmstad, se kategorin Kyrkobyggnader i Halmstad.
Halmstads kyrka är en kyrkobyggnad i Halmstads socken i Skåne. Den tillhör Kågeröd-Röstånga församling i Lunds stift.

## Kyrkobyggnaden
Där nuvarande kyrka står uppfördes en kyrkobyggnad under 1100-talet. Denna revs 1862 och en ny stenkyrka stod färdig 1863 enligt arkitekt Johan Adolf Hawermans ritningar. Det medeltida kyrktornet och västra väggen revs inte utan ingår i nuvarande kyrkobyggnad.
Kyrkan består av ett långhus med rakt kor i öster och torn i väster. I korets norra del finns ett utrymme som är avdelat till sakristia.
Kyrkan har tre ingångar där huvudentrén finns i väster i tornets bottenvåning. I öster finns två dörrar där den ena leder till sakristian och den andra till en herrskapsloge i koret. De båda östra ingångarna används inte längre. 

## Inventarier
- Dopfunten av sandsten är tillverkad omkring år 1200.
- Predikstolen är tillverkad 1862 och sammanbyggd med sakristian.
- Krucifixet är det enda som återstår av det gamla altaret från 1703.

### Orgel
- 1874 byggde Anders Victor Lundahl, Malmö en orgel. Den byggdes om 1903 av Johannes Magnusson, Göteborg och hade då 9 stämmor.
- Den nuvarande orgeln byggdes 1926 av A. Mårtenssons Orgelfabrik AB, Lund och är en pneumatisk orgel. Orgeln har fasta kombinationer.

| Manual I           | Manual II            | Pedal      | Koppel   |
| Borduna 16´        | Gedackt 8´           | Subbas 16´ | I/P      |
| Principal 8´       | Salicional 8'        | Cello 8´   | II/P     |
| Rörflöjt 8'        | Gamba 8'             |            | II/I     |
| Oktava 4'          | Voix céleste 8'      |            | I 4'/I   |
| Rauschkvint 2 2/3' | Flûte traversiére 4' |            | II 16'/I |
|                    |                      |            | II 4'/I  |

## Bildgalleri

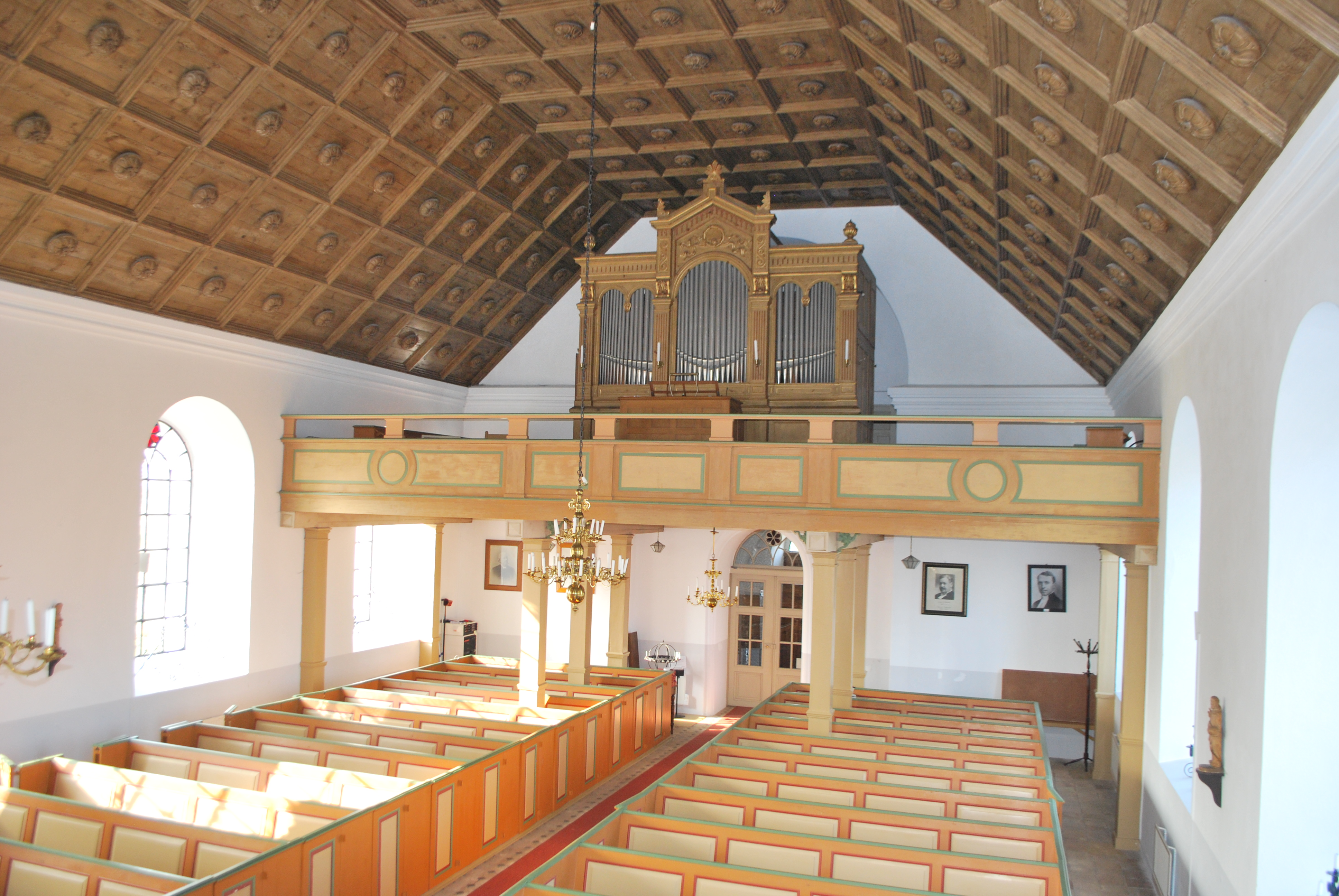
Kyrkorum mot väster
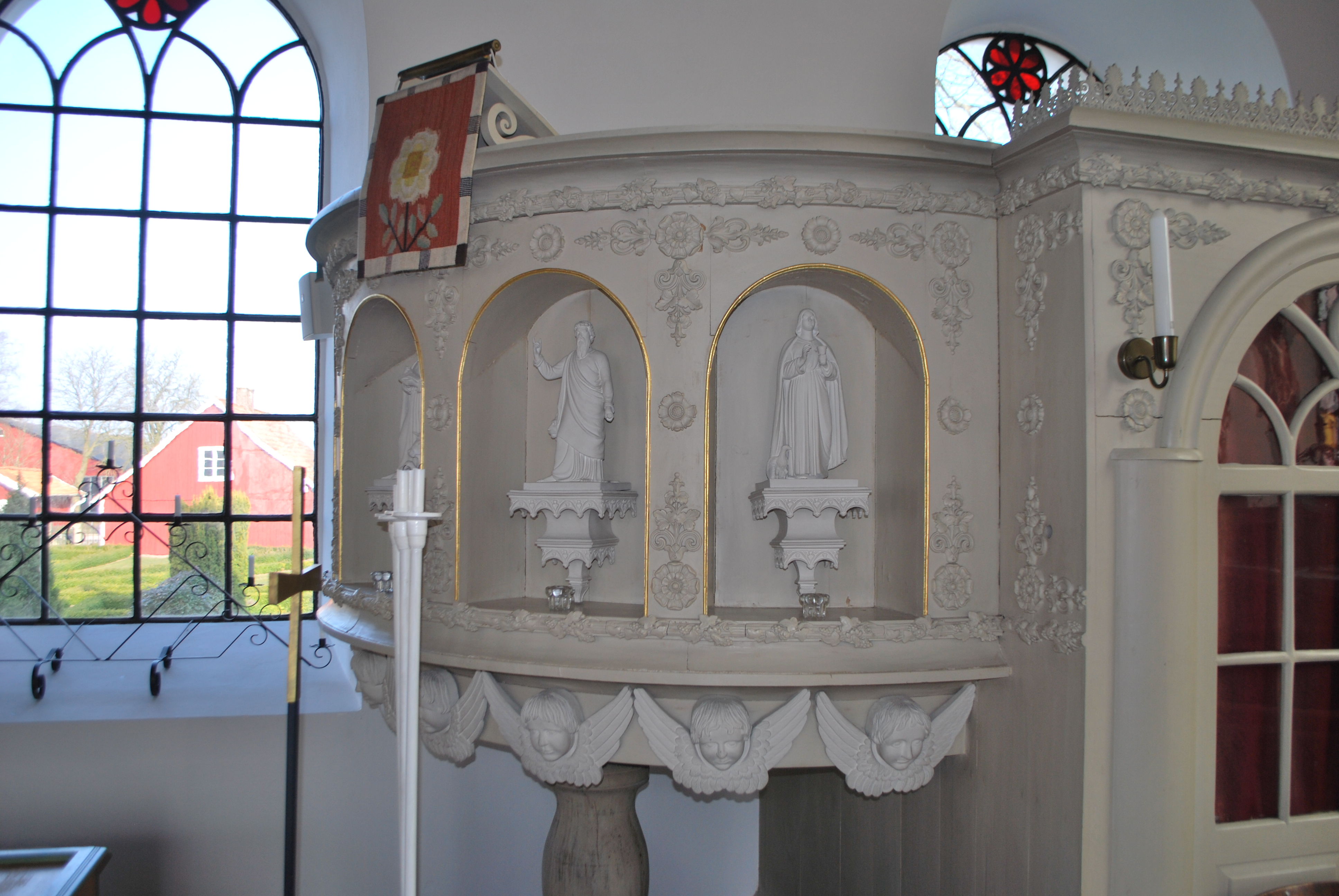
Predikstol
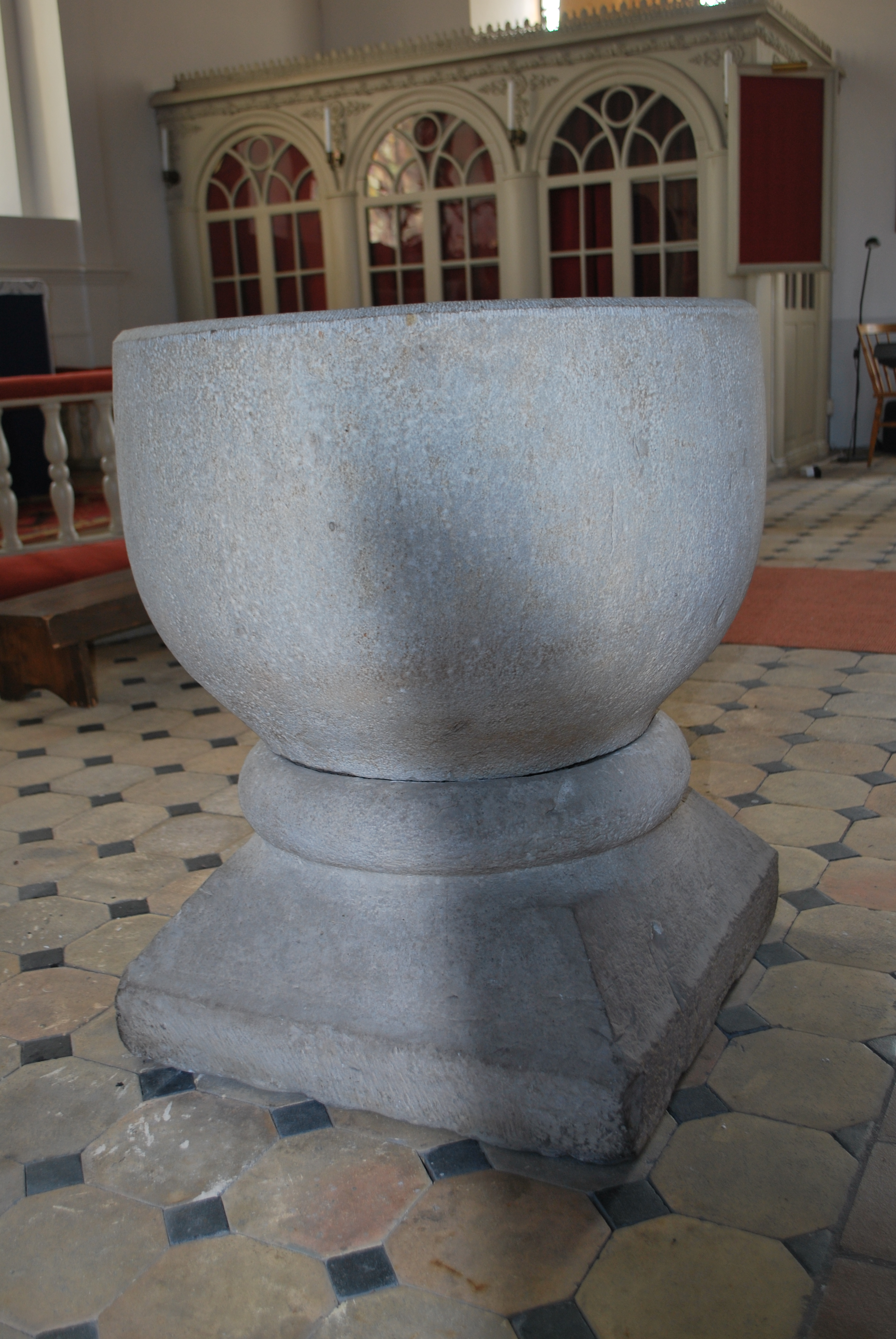
Dopfunt
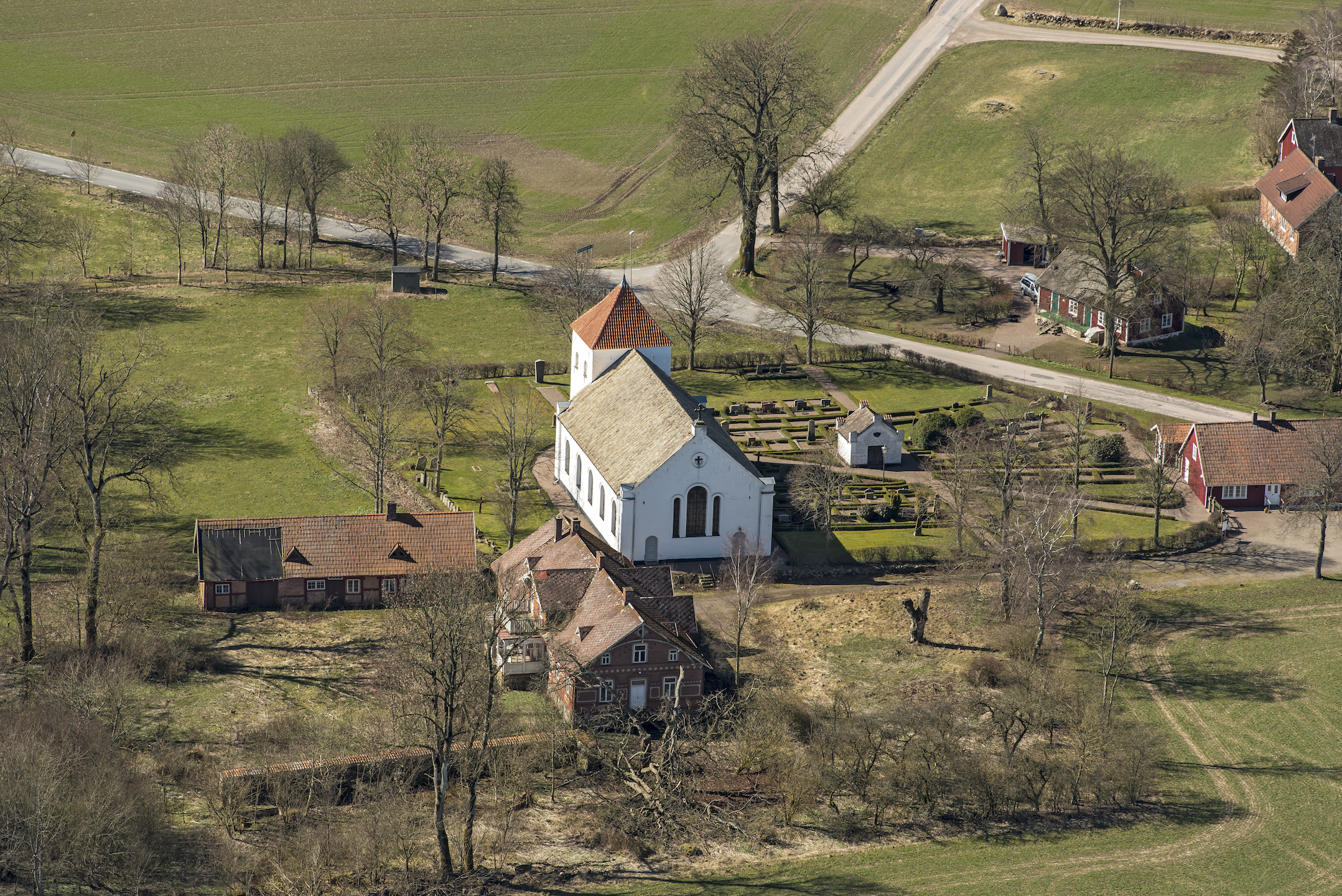
Flygbild